# 自称为耶稣的人物列表
自称为耶稣的人物列表收入声称自己为耶稣化身的著名人物。
| 姓名              | 图片 | 年代                           | 介绍 |
| 约翰·汤姆         |      | 1799–1838年                    | 一個自稱是耶穌基督轉世的康沃爾人。1838年5月31日他在肯特郡為英國士兵所殺。 |
| 安商洪            |      | 1918年1月13日–1985年2月25日    | 於1964年成立了上帝的教會世界福音宣教協會，教會相信基督安商洪和母親上帝张吉子為上帝。 |
| 吉姆·瓊斯         |      | 1931年5月13日 – 1978年11月18日 | 人民聖殿教教主。自稱是耶穌、阿肯納頓、釋迦牟尼佛、列寧及戴維恩神父的轉世。在圭亞那的喬治敦組織一個大型的集體自殺，造成913人死亡。 |
| 马歇尔·阿普尔怀特 |      | 1931年5月17日–-1997年3月26日   | 天堂之門教主。阿普爾懷特張貼了一則著名的新聞網訊息，宣稱：「我，耶穌—上帝之子—在1995年9月25、26日正式確認：…」 兩年之後，他和天堂之門為了要到達藏在海爾-博普彗星後面的外星太空船而集體自殺，造成39人死亡。                                                       |
| 又吉光雄          |      | 1944年2月5日–2018年7月20日     | 日本政治人物，琉球人，自稱「唯一神基督耶穌又吉光雄」，1997年以耶穌的名義成立了世界經濟同體黨，並且成為該黨黨魁。 |
| 麻原彰晃          |      | 1955年3月2日–2018年7月6日      | 日本邪教組織「奧姆真理教」教主，恐怖組織「真理國」領導人。自稱是婆羅門教的濕婆神、佛教的摩訶迦羅，基督教的耶穌、埃及的印和闐、中國的明太祖轉世，是釋迦牟尼佛的真傳弟子，是最後一位救世主，真正的彌賽亞，要對世界萬民作「最後的審判」，殺死所有的敵基督與不信者。 |
| 奥斯卡·埃尔南德斯 |      | 2011年                         | 2011年白宫枪击案犯人，曾宣称自己是耶稣。 |